# Reithrodontomys megalotis
Reithrodontomys megalotis е вид бозайник от семейство Хомякови (Cricetidae).

## Разпространение
Видът е разпространен в Канада (Албърта и Британска Колумбия), Мексико и САЩ (Айдахо, Айова, Аризона, Арканзас, Вашингтон, Индиана, Калифорния, Канзас, Колорадо, Минесота, Мисури, Монтана, Небраска, Невада, Ню Мексико, Оклахома, Орегон, Северна Дакота, Тексас, Уайоминг, Уисконсин, Южна Дакота и Юта).